# Vladimír Sadílek
Vladimír Sadílek (* 26. dubna 1963) je bývalý český fotbalista, obránce.

## Fotbalová kariéra
V československé lize hrál za Bohemians Praha. Nastoupil ve 108 ligových utkáních a dal 3 góly. V nižších soutěžích hrál i za VTJ Tábor, TJ VTŽ Chomutov a FK Armaturka Ústí nad Labem.

## Ligová bilance
| Ročník                                   | Zápasy | Góly | Klub                        |
| ---------------------------------------- | ------ | ---- | --------------------------- |
| Česká národní fotbalová liga 1983/84     | 7      | 0    | VTJ Tábor                   |
| Česká národní fotbalová liga 1984/85     | 7      | 0    | VTJ Tábor                   |
| Česká národní fotbalová liga 1985/86     | 18     | 1    | TJ VTŽ Chomutov             |
| Česká národní fotbalová liga 1986/87     | 28     | 1    | TJ VTŽ Chomutov             |
| Česká národní fotbalová liga 1987/88     | 26     | 3    | TJ VTŽ Chomutov             |
| 1. československá fotbalová liga 1988/89 | 21     | 2    | Bohemians Praha             |
| 1. československá fotbalová liga 1989/90 | 28     | 0    | Bohemians Praha             |
| 1. československá fotbalová liga 1990/91 | 16     | 0    | Bohemians Praha             |
| 1. československá fotbalová liga 1991/92 | 13     | 1    | Bohemians Praha             |
| 1. československá fotbalová liga 1992/93 | 19     | 0    | Bohemians Praha             |
| Česká fotbalová liga 1994/95             | -      | 8    | FK Armaturka Ústí nad Labem |
| 2. česká fotbalová liga 1995/96          | 3      | 0    | FK GGS Arma Ústí nad Labem  |
| 2. česká fotbalová liga 1995/96          | 17     | 1    | FC Bohemians Praha          |
| 1. česká fotbalová liga 1996/97          | 11     | 0    | FC Bohemians Praha          |
| CELKEM                                   | 108    | 3    |                             |